# Fisherman's Woman
Fisherman's Woman è il quinto album di Emilíana Torrini, pubblicato nel 2005.

## Tracce
1. Nothing Brings Me Down – 3:56
2. Sunny Road – 3:04
3. Snow – 1:58
4. Lifesaver – 4:00
5. Honeymoon Child – 3:09
6. Today Has Been OK – 3:31
7. Next Time Around – 3:36
8. Heartstopper – 3:02
9. At Least It Was – 4:18
10. Fisherman's Woman – 1:51
11. Thinking Out Loud – 3:21
12. Serenade – 3:37

## Formazione
- Emilíana Torrini - voce, soffietto, creaks, korg
- Dan Carey - chitarra, organo, wurlitzer, basso, melodica, glockenspiel, shaker, tabla, bazooki
- Julian Joseph - piano
- Samuli Kosminen - batteria, percussioni
- Pharoah S. Russell - batteria (in Heartstopper)

## Singoli
- Lifesaver
- Sunny Road
- Heartstopper